# Сентре (Ил и Вилен)
Сентре (фр. Cintré) насеље је и општина у северозападној Француској у региону Бретања, у департману Ил и Вилен која припада префектури Рен.
По подацима из 2011. године у општини је живело 2154 становника, а густина насељености је износила 261,41 становника/km². Општина се простире на површини од 8,24 km². Налази се на средњој надморској висини од 35 метара (максималној 63 m, а минималној 25 m).

## Демографија
| 1962. | 1968. | 1975. | 1982. | 1990. | 1999. | 2011. |
| ----- | ----- | ----- | ----- | ----- | ----- | ----- |
| 520   | 533   | 857   | 1.072 | 1.170 | 1.467 | 2.154 |

График промене броја становника у току последњих година